# Rongyosok (film, 2004)
A Rongyosok (franciául: Les textiles) egy 2004-ben bemutatott francia filmvígjáték.

## Cselekmény
Sophie és Oliver régóta házasok két kamaszodó gyerekkel, Párizsban egy pékséget vezetnek. Az egyik vásárlójuk egy apróhirdetést helyez el az üzletükben egy eladó tengerparti házról, ami egy kis szigeten található. Oliver nem hisz a szemének, olyan olcsó az ingatlan. Rövid tanakodás után megvásárolják, majd Sophie a két gyerekkel leutazik egy rövid nyaralásra. A szigetre érve döbbenek rá, hogy a nyaraló egy nudista kempingben található. Sophie nem akar megválni ruháitól, így egyre több megjegyzést kénytelen elviselni. Csak szomszédjuk áll ki mellettük. Az ott töltött napok alatt lassan feloldódik és megismeri a nudisták életmódját. Hamarosan a gyerekeket visszaviszi a szárazföldre, majd csatlakozik hozzá a férj is.
A film utolsó képkockáiban Sophie is bemegy a tengerbe fürdeni egy leheletvékony ruhában, mely a víztől szinte teljesen áttetszővé válik, megtéve ezzel az első lépést a nudizmus felé.

## Szereplők
- Sophie – Barbara Schulz
- Olivier – Alexandre Brasseur
- Paul – Jackie Berroyer
- Colette – Sonia Vollereaux
- Corinne – Emmanuelle Bataille